# ラジオの会
ラジオの会（ラジオのかい）は、1970年ころから2012年まで活動し、番組試聴会やセミナーなどを継続的に開催していた、日本のラジオ番組制作者や放送作家の親睦団体。
1991年から1994年まで日本放送作家協会主催として開催された「国際オーディオドラマコンクール森繁賞」の実施を担い、1996年から1998年まで「全国オーディオ作品制作セミナー」を全国9都市で開催した。
ラジオの会が主催するセミナーは、会員のほか、日本放送作家協会、日本脚本家連盟、放送人の会などの会員の参加も認められており、さらに学生にも門戸が開かれていた。
2005年に存続が危うくなる事態が生じ、役員の世代交代が行なわれたが、2012年6月17日に最後のセミナーと総会を行ない、解散した。
末期のラジオの会に関わっていた放送作家には、藤井青銅、奥山侊伸（以上2名は最後のセミナーの講演者）、竹内日出男、南川泰三らがいた。